# Hawthorneïta
La hawthorneïta és un mineral de la classe dels òxids, que pertany i dona nom al subgrup de la hawthorneïta. Anomenada així per I.E. Grey, I.C. Madsen, i S.E. Haggerty l'any 1987 en honor de John Barry Hawthorne per els seus estudis del mantell superior. La combinació d'elements que es dona en aquest mineral és única; químicament és similar a la mathiasita i la haggertyïta.

## Classificació
Segons la classificació de Nickel-Strunz, la hawthorneïta pertany a «04.CC: Òxids amb relació Metall:Oxigen = 2:3, 3:5, i similars, amb cations de mida mitjana i gran» juntament amb els següents minerals: cromobismita, freudenbergita, grossita, clormayenita, yafsoanita, lueshita, natroniobita, perovskita, barioperovskita, lakargiïta, megawita, loparita-(Ce), macedonita, tausonita, isolueshita, crichtonita, davidita-(Ce), davidita-(La), davidita-(Y), landauita, lindsleyita, loveringita, mathiasita, senaita, dessauita-(Y), cleusonita, gramaccioliïta-(Y), diaoyudaoita, hibonita, magnetoplumbita, lindqvistita, latrappita, plumboferrita, yimengita, haggertyita, nežilovita, batiferrita, barioferrita, jeppeita, zenzenita i mengxianminita.

## Característiques
La hawthorneïta és un òxid de fórmula química Ba(MgTi₃Cr₄Fe₄)O19. Cristal·litza en el sistema hexagonal. La seva duresa a l'escala de Mohs és 5,5 a 6. Forma grans de fins a 100 micròmetres, envoltats per lindsleyïta i orientats en espinel·la.

## Formació i jaciments
Es forma en el mantell superior, a condicions de 75-100 km de profunditat, 900-1100 graus centígrads i 20-30 kbar, per metasomatisme d'espinel·la cròmica. Es localitza en xenòlits de peridotita en xemeneies kimberlítiques. A la seva localitat tipus s'ha descrit associada a richterita potàssica, flogopita, olivina rica en niobi, rútil, mathiasita, espinel·la magnesio-cròmica, ilmenita magnesio-cròmica, lindsleyïta, enstatita i diòpsid. Ha estat descrita a la seva localitat tipus (Sud-àfrica) i la Xina, en ambdós casos en contextos kimberlítics.